# Olle Dahlén (arkitekt)
Eric Olov (Olle) Dahlén, född 29 januari 1931 i Luleå, död 13 februari 2005 i Karlstad, var en svensk arkitekt.
Dahlén studerade vid Kungliga tekniska högskolan i Stockholm till 1956. Han anställdes vid John Wästlunds arkitektbyrå i Karlstad där han arbetade tillsammans med bland andra Janne Feldt och Uno Asplund. Då bolaget 1956 ombildades till Skanark blev Dahlén delägare. Tillsammans med Bruno Säfströmer drev han senare Tingvalla arkitektkontor AB. Dahlén är begravd på Östra kyrkogården i Karlstad.

## Verk i urval
- Mariebergsskolan och Ilandskolan i Karlstad.
- Djursjukhuset i Karlstad.
- Småhusområde i Kronoparken i Karlstad.
- Småhusområde på Hammarö i Karlstad.
- Ombyggnad av Karlstads rådhus flyglar.
- Ett antal tingssalar i Värmland.
- Privata villor.

## Bilder

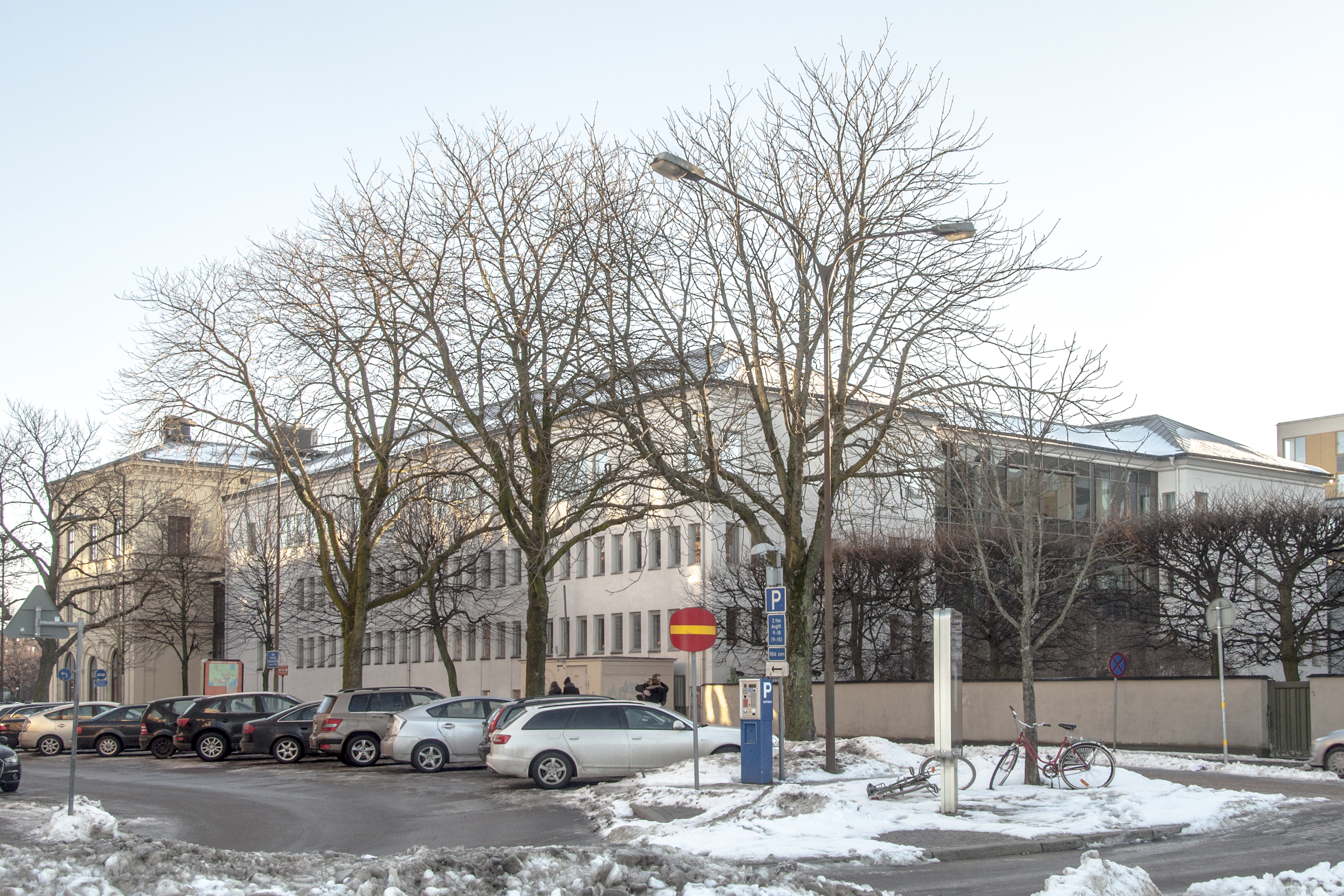
Tillbyggnader för tingsrätten i Karlstad
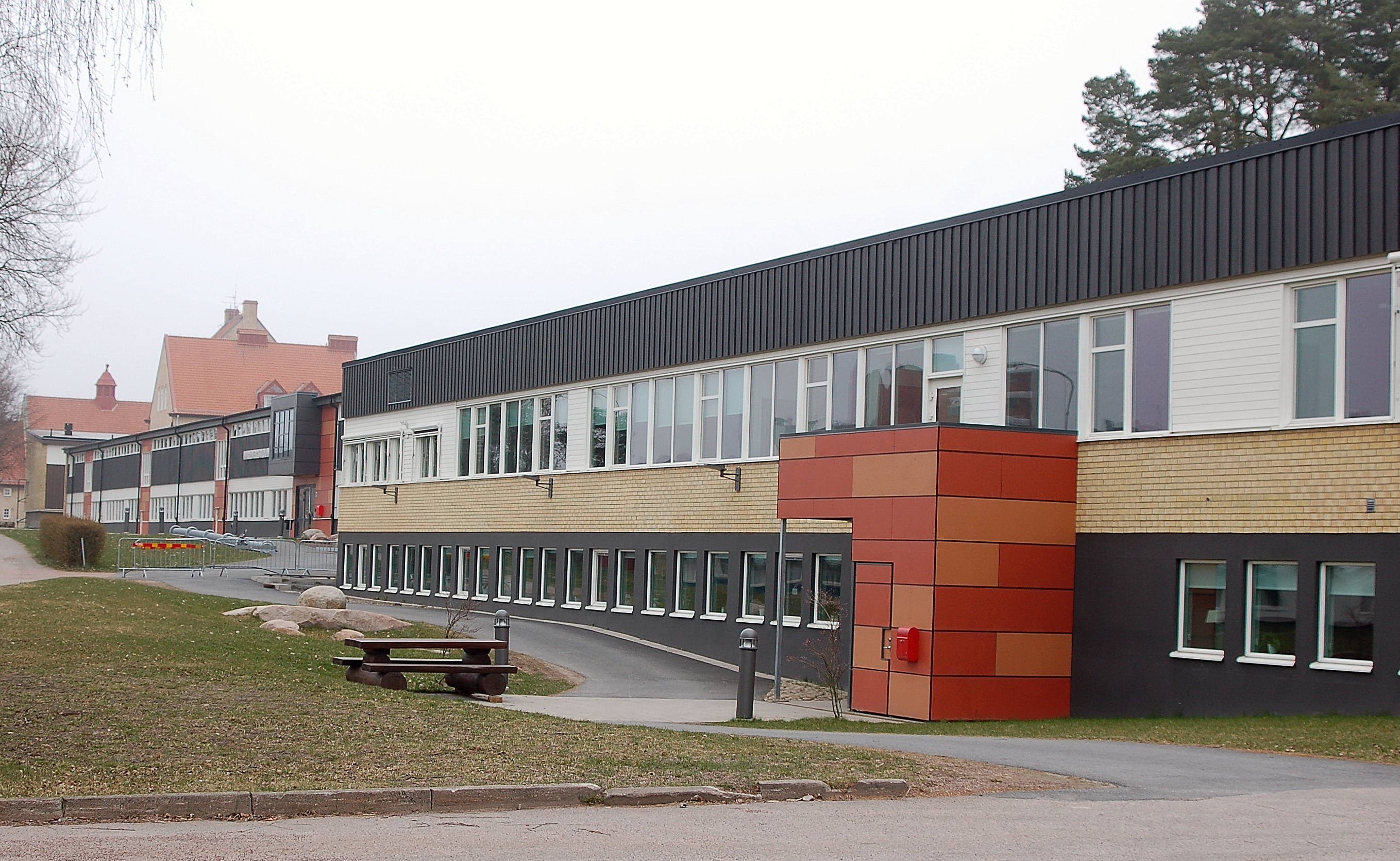
Mariebergsskolan i Karlstad
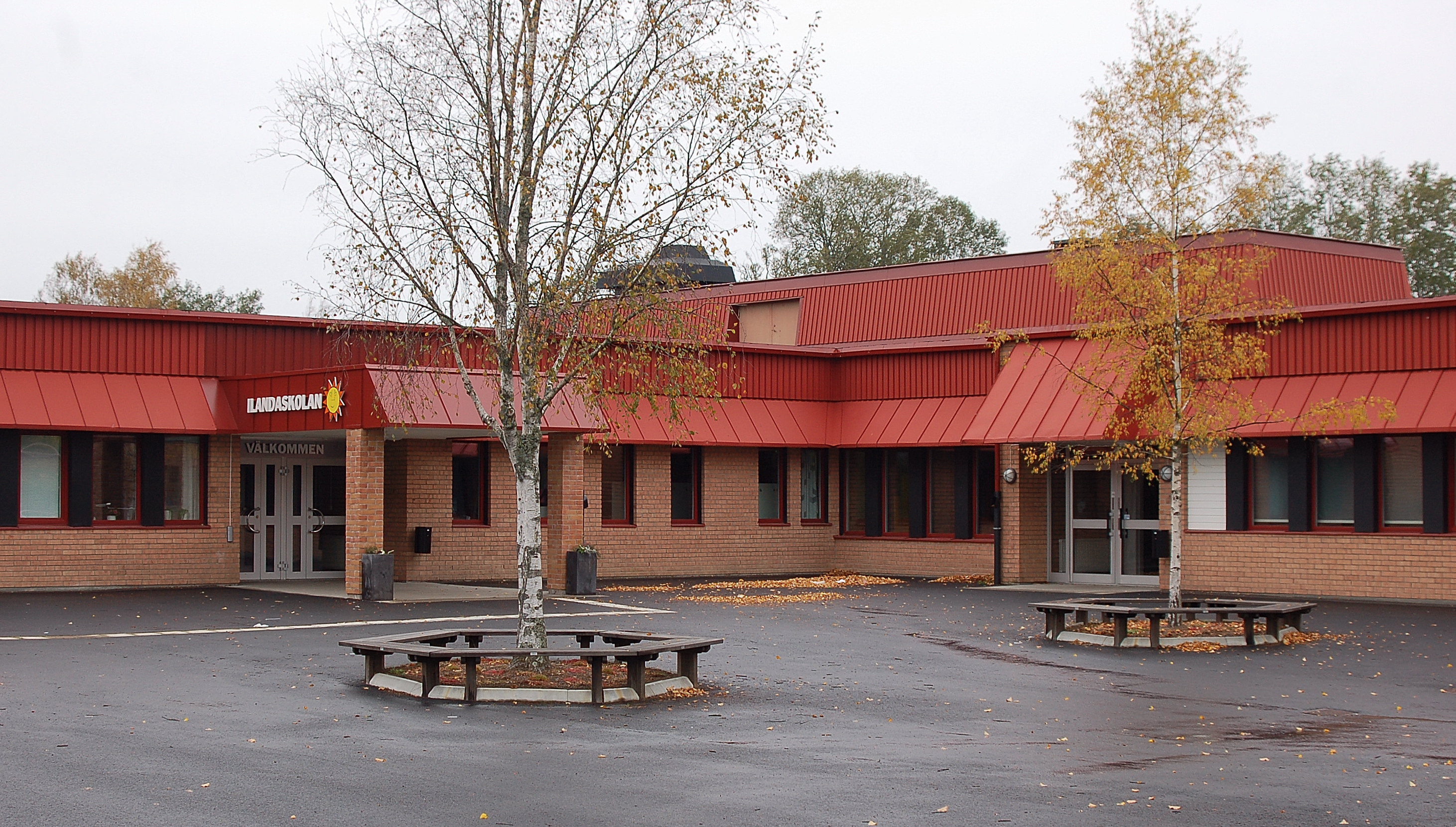
Ilandaskolan i Karlstad
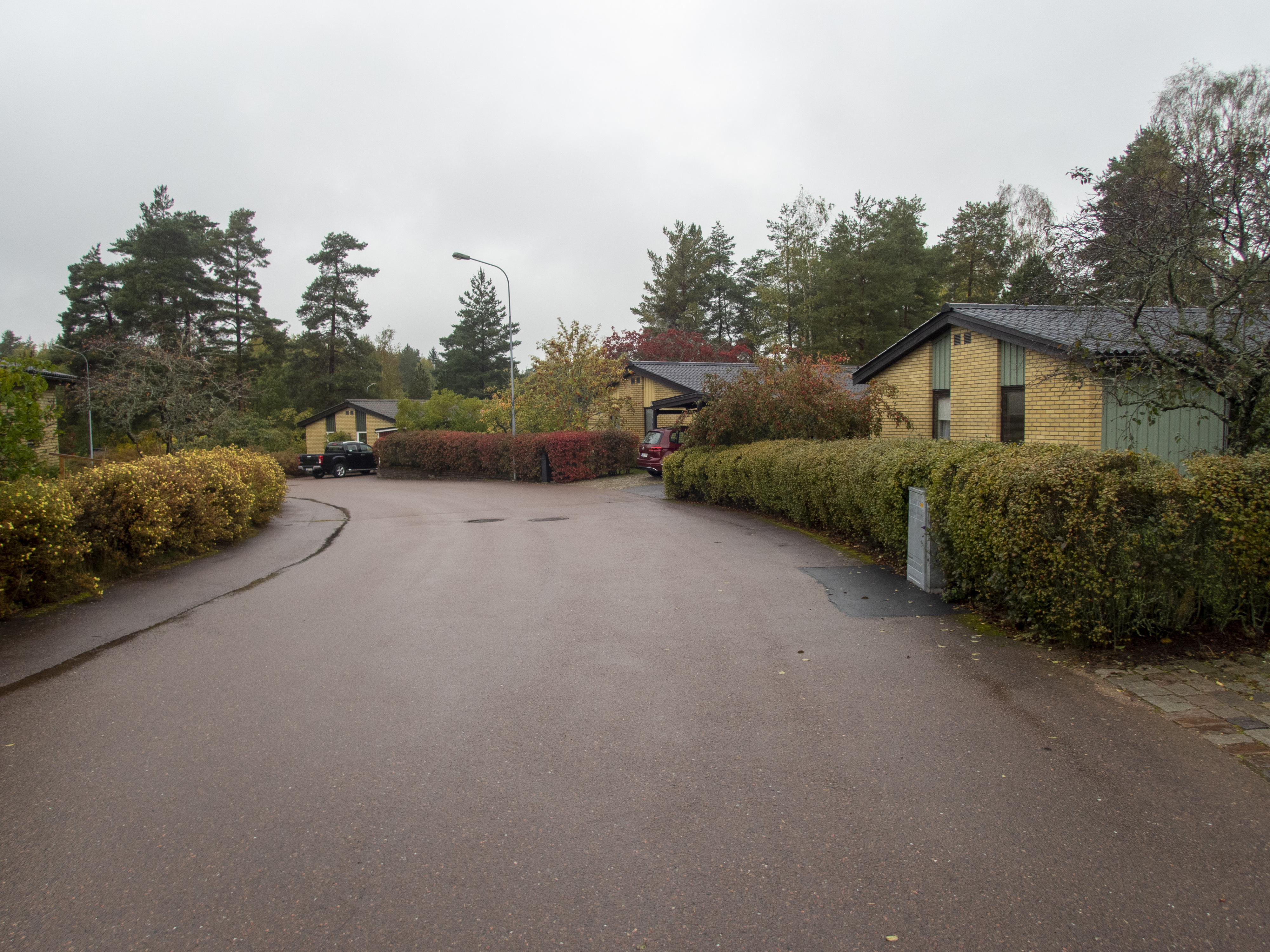
Småhus på Kronoparken
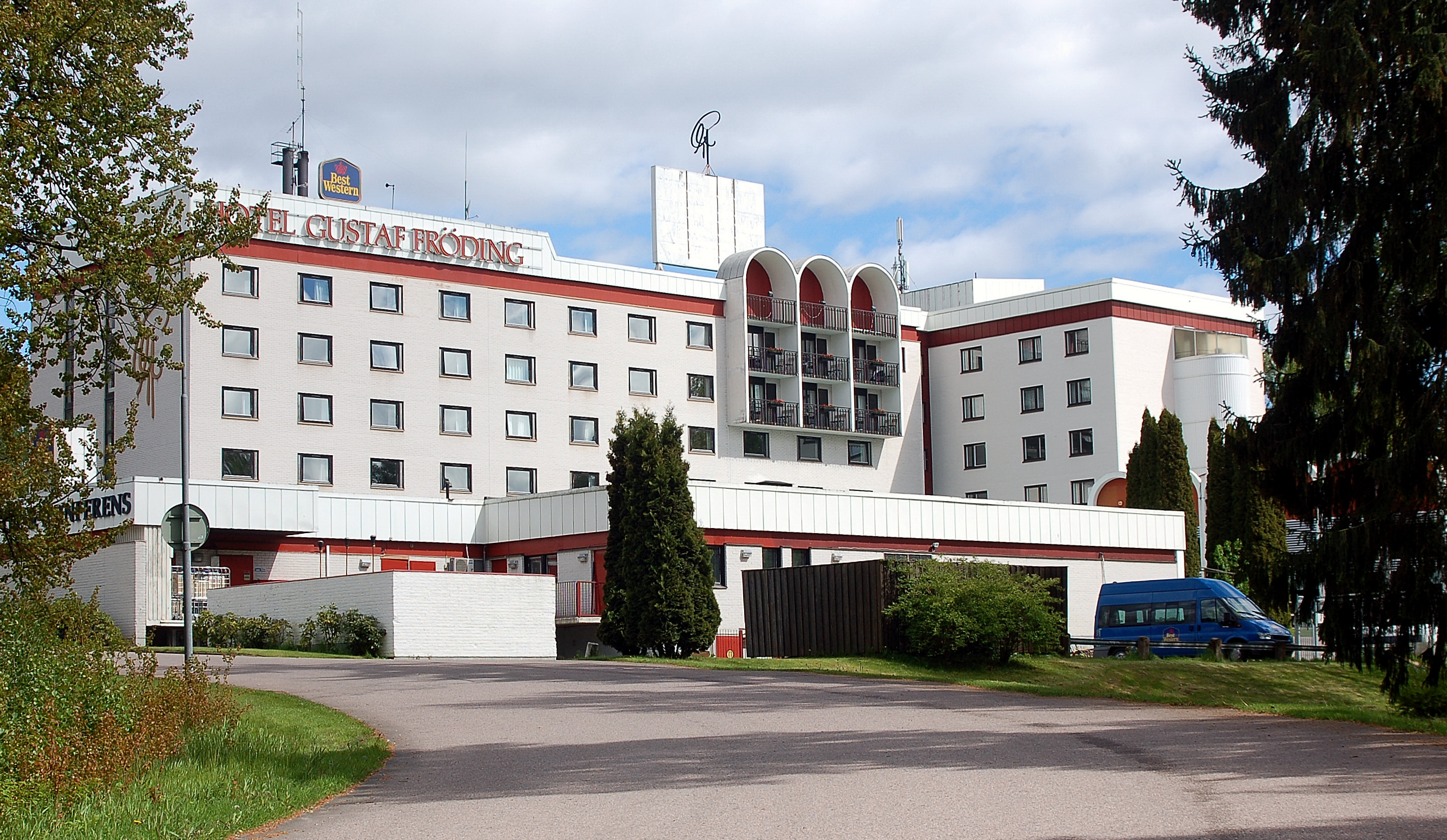
Hotell Gustaf Fröding